# François Jonquet
Pour les articles homonymes, voir Jonquet.
François Jonquet est un écrivain et critique d'art français né le 12 juillet 1961.

## Biographie
Parallèlement à des études de droit (Paris II) et de sciences politiques (Sciences-Po Paris, 1986), François Jonquet a suivi l’enseignement du Cours Simon dans la classe de la comédienne Françoise Engel-Piat.
François Jonquet a été critique de cinéma au Quotidien de Paris (1987-1992). Il a collaboré au mensuel Globe. Il a été responsable du service cinéma de Globe-Hebdo (1993-1994) et de L’Événement du jeudi (1998-2001).

## Écrits
En 1992, François Jonquet publie la monographie du sculpteur Philippe Hiquily (Le Cercle d'art),,
En 1993, François Jonquet rencontre les artistes britanniques Gilbert & George. Il va imaginer une monographie en forme d’interviews. Publié par Denoël en 2004,,,,, le livre connaîtra un succès international grâce à son édition anglaise chez Phaidon (2005). Il est consultable un peu partout dans les bibliothèques.
Il est disponible dans sa version de poche dans la collection Les Cahiers rouges, Grasset (2016).
En 2000, il renoue avec une connaissance de jeunesse, Jenny Bel'Air, qu’il fréquentait lors de ses années de nightclubbing ; elle était l’une des physionomistes du Palace puis des Bains Douches. Née Alain Sepho, elle est une icône transgenre des années 1970 et 1980. François Jonquet publie l'année suivante sa biographie, un livre choral où, dans une première partie, 21 amis, connaissances (Pierre et Gilles, Bambou, Marie-France…) racontent leur « Jenny », puis dans une deuxième partie, c’est elle qui livre sa version de sa vie (Jenny Bel’Air, une créature, Éditions Pauvert, 2001),. Le livre est le destin d’une créature, intense témoignage d’une manière de revendiquer sa différence avec audace. Vingt ans après sa parution, en 2021, le livre connaît une deuxième vie avec sa parution en poche chez Points,. Le livre sera finaliste du prix Fémina 2001.
Avec Et me voici vivant, il témoigne d’un plongeon dans la folie. Livre sélectionné par le Prix de Flore 2006.
En 2007, autre rencontre marquante, celle de l’acteur Daniel Emilfork. François Jonquet fera le récit de l’ultime année de la vie de ce comédien de théâtre, cantonné au cinéma par son visage hors norme, principalement à des rôles de méchant (Sabine Wespieser Éditeur, 2008). Le livre sera finaliste du prix Fémina Essai 2007.
En 2014, il publie Les Vrais Paradis, un roman initiatique qui se déroule de 1979 à 1984 au Palace. Le livre figure dans Désir de Nuit, anthologie de textes sur la nuit établie et présentée par Janine Mossuz-Lavau, Bouquins, février 2021.
En 2018, il publie aux Éditions du Seuil, Je veux brûler tout mon temps. Il décrit son amitié avec l’actrice, activiste politique et fille du ministre Jack Lang, Valérie Lang, décédée à 47 ans,.
François Jonquet puise dans son expérience de critique d’art pour écrire dans De plomb et d’or, une satire du monde de l’art contemporain. Dans ce roman initiatique l’auteur raconte l’irrésistible ascension d’un jeune homme, artiste par hasard, qui, après avoir reçu l’enseignement de Christian Boltanski aux Beaux-Arts devient une star du marché.

## Livres

### Romans
- Et me voici vivant, Sabine Wespieser, 2006  (ISBN 9782848050447)
- Les vrais paradis, Sabine Wespieser, 2014  (ISBN 9782848051628)
- De plomb et d’or, Sabine Wespieser, 2024  (ISBN 9782848055077)

### Livres portraits
- Jenny Bel’Air, une créature, Éditions Pauvert, 2001  (ISBN 9782720214257) (repris en poche dans «Points» n° 5352  (ISBN 9782757887530))
- Daniel, Sabine Wespieser, 2008  (ISBN 2848050624)
- Je veux brûler tout mon temps, Seuil, 2018  (ISBN 978-2021381375)

### Livres d’art
- Hiquily, Cercle d’art, 1992  (ISBN 2702203191)
- Gilbert & George, intimate conversations with François Jonquet, Phaidon, 2005  (ISBN 9780714844350)
- Gilbert & George : intime conversation avec François Jonquet, Denoël, 2004  (ISBN 9782207254943) (repris en poche dans «Les Cahiers Rouges», Grasset  (ISBN 9782246860891))

### Publications dans des ouvrages collectifs
- Globe, les années tournantes : le meilleur du mensuel, 1985-1992, Points actuels, 1992  (ISBN 9782020177443)
- Paul P, Blue and Silver, Galerie Thaddaeus Ropac, 2007  (ISBN 9782910055295)
- Claude Lévêque, Le Grand Soir, Paris, Flammarion/CNAP/CulturesFrance, 2009)  (ISBN 9782081227811)
- Claude Lévêque, Le Grand Soir, Venise, 2009. Art Press supplément au n° 357 (juin 2009)[29].
- 100 monuments/100 écrivains, histoires de France, Éditions du Patrimoine/Centre des monuments nationaux, 2009  (ISBN 9782757700570)
- Ballet de l’Opéra, Siddharta, Preljocaj, Opéra national de Paris, 2010
- La Photographie, 4., l’image construite, Les Grands entretiens d’artpress, 2016  (ISBN 9782906705265)
- Dancing with Myself, catalogue d’exposition de la Collection Pinault, Marsilio Venezia, 2018[30]
- Revue Collection Pinault, numéro 10, 2018
- Annette Messager, Comme si, livre d’artiste publié à l’occasion de l’exposition au LaM, éditions Dilecta, 2022  (ISBN 9782373721461)

## Télévision

### Documentaires
- Exhibition. Le Double, avec Jean-Yves Jouannais. Gilbert & George (2004, Arte France, MK2 TV)[31].
- Les Années Palace, de François Jonquet, réalisé par Chantal Lasbats (2005, France 5, 1h20)[32]. Le film est visible sur Dailymotion.

### Chroniqueur
- 7 art à la une, TF1: émission culturelle (1989-1993) présentée par François Bachy. Collaborateur régulier (critique de cinéma).
- Sortie de secours, Paris Première: émission culturelle (1992-1994)  présentée par Pierre-Luc Séguillon. Collaborateur régulier (critique de cinéma).
- Le Journal de la culture, I Télé, 2005-2007 présenté par Olivier Benkemoun. Chroniqueur art contemporain.